# Emir-Alim-Khan-Madrasa

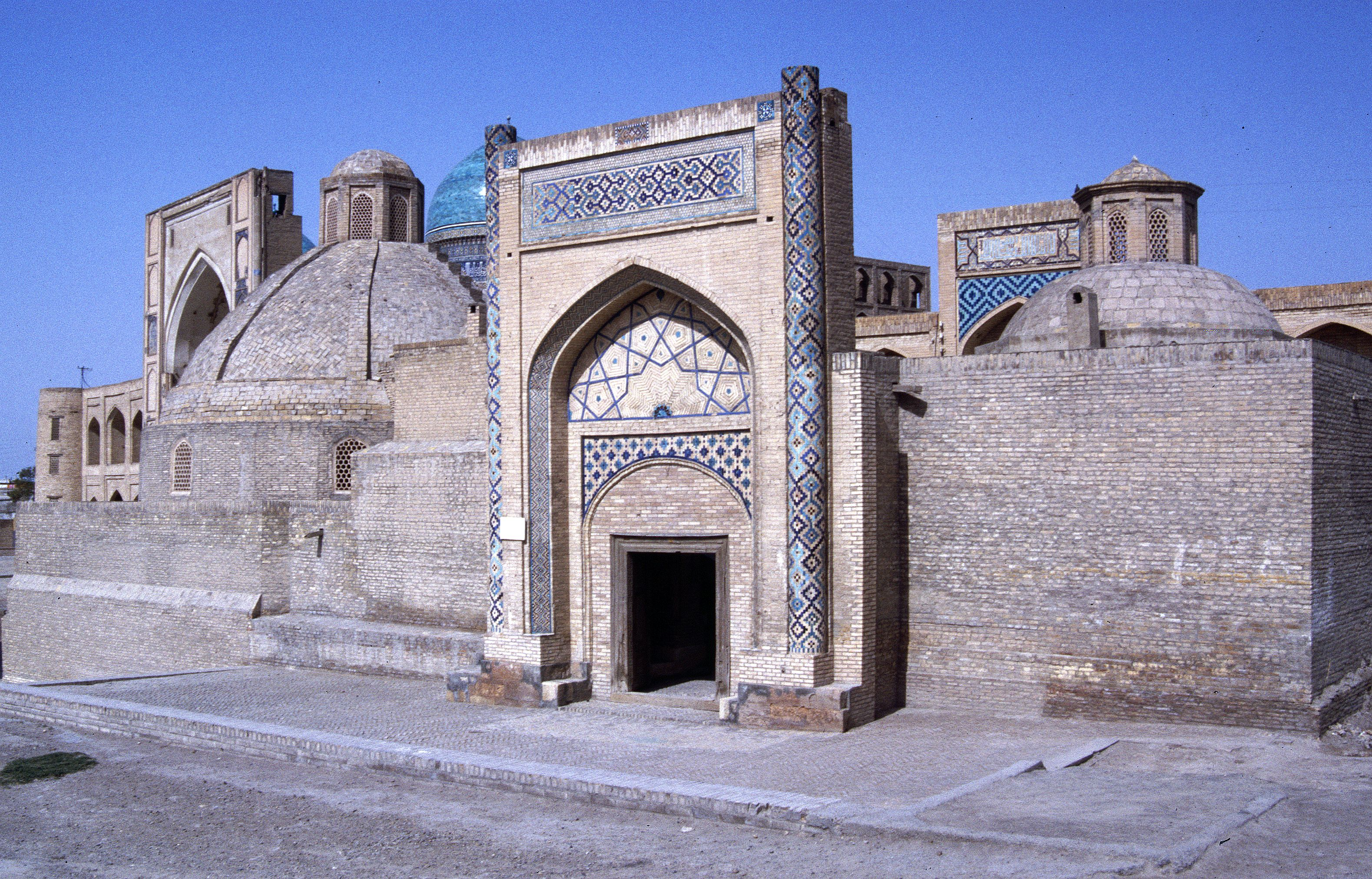
Emir-Alim-Khan-Madrasa

Die Emir-Alim-Khan-Madrasa ist eine Madrasa in der usbekischen Stadt Buxoro. 
Die Madrasa liegt im historischen Zentrum von Buxoro und ist Bestandteil des Gebäudeensembles Poi Kalon, das südöstlich der Zitadelle Ark liegt. Sie liegt östlich des Kalon-Minaretts und schließt den Platz zwischen der Kalon-Moschee und der Mir-Arab-Madrasa nach Süden ab.
Das Bauwerk wurde Anfang des 20. Jahrhunderts unter Alim Khan errichtet, dem letzten Emir des Emirats Buchara.